# Pteralopex
Pteralopex és un gènere de megaquiròpters grans de la subfamília dels pteropodins. Viuen únicament a les selves pluvials de les illes Salomó (Melanèsia) i totes les espècies del grup estan amenaçades. La UICN les classifica com a espècies «en perill d'extinció» o «en perill crític». Les espècies P. taki i P. flanneryi han estat descrites recentment.

## Taxonomia
Anteriorment es classificava la guineu voladora de les Fiji en aquest gènere, però recentment se l'ha transferit al gènere monotípic Mirimiri.
- Guineu voladora de l'illa Choiseul, Pteralopex anceps
- Guineu voladora de l'illa Guadalcanal, Pteralopex atrata
- Guineu voladora de Flannery, Pteralopex flanneryi[3]
- Guineu voladora de muntanya, Pteralopex pulchra
- Guineu voladora de Nova Geòrgia, Pteralopex taki[4]